# BirdFish
BirdFish（バードフィッシュ）は2010年10月から株式会社デジタルガレージによって運営されるエンタープライズ向けのマイクロブログ（ミニブログ）サービス。企業・団体など組織内に限定した利用むけに提供されている。

## 概要
BirdFishは、Twitterに代表される最大140文字の「つぶやき」とも呼ばれるメッセージでコミュニケーションを行うマイクロブログサービスだが、そのマイクロブログは一般には非公開であり、利用契約を結んだ企業・団体に対して管理ユーザー権限とあわせて提供される。ユーザーのマイクロブログへの参加は、マイクロブログごとの管理ユーザーからの招待によってのみ可能となる。

## 沿革
BirdFishを運営するデジタルガレージは、マイクロブログ（ミニブログ）サービスの最大手・米国 Twitter 社と2008年1月から資本・業務提携を行いTwitterサービスの日本展開を支援している。この中で寄せられたマイクロブログの社内活用の要望に応える形で、2010年7月2日よりBirdFishのモニター企業への試験提供を行い、2010年10月1日より本格提供を開始した。

## 利用料金
利用アカウント数によって、STANDARDプラン（700人まで）とMAXIMUMプラン（3000人まで）の2種類が用意されている。また、このほかにSSL通信、ストレージ増量、接続元制限が、別料金のオプションサービスとして提供される。

## 特徴
メッセージの投稿など一般的なミニブログサービスの機能に加えて、下記の機能を利用できる：
| - マイクロブログ内での「公開／非公開」「参加承認制」のオプションを設定できるグループ機能 - 画像やファイルのメッセージへの添付 - 管理ユーザーによる、ユーザーの招待や権限の管理と、投稿されたメッセージの管理 - PC・携帯電話・スマートフォンのブラウザでの利用 |